# Stazione di Potenza Picena-Montelupone
La stazione di Potenza Picena-Montelupone è una fermata ferroviaria posta sulla ferrovia Adriatica. Sita nella frazione di Porto Potenza Picena, serve i comuni di Potenza Picena e di Montelupone.

## Storia
Già stazione, venne declassata a fermata impresenziata il 19 dicembre 2002.